# Карымчинские горячие источники
Карымчинские горячие источники — минеральные источники на Камчатке.
Расположены в долине реки Правой Карымчиной, стекающей с южных склонов хребта Балаганчик. Карымчинские минеральные источники имеют выходы на четырёх термальных площадках, расположенных на протяжении 2,5 км по реке Правой Карымчиной и её правому притоку ручью Большому. Температура выходов до 95 °C, дебит 100 л/с, минерализация 0,86 г/л
Воды источников являются лечебными.